# Cumanagotos
Les Cumanagotos étaient une tribu amérindienne, qui vivaient au Venezuela et en Colombie.

## Personnalités
- Paramacay

### Filmographie
- (es) Somos Cumanagoto, film documentaire d'Enrique Blein, Fundación Villa del Cine, Caracas, 2006, 47 min (DVD)